# 1984 NBA Draft
1984 NBA Draft – National Basketball Association Draft, który odbył się 19 czerwca 1984 w hali Madison Square Garden w Nowym Jorku
przeszedł do historii jako jeden z najwybitniejszych w historii NBA. Do swoich drużyn trafili m.in. czterej gracze, którzy nadawali ton lidze w latach 90. i którzy potem znaleźli się w jubileuszowej pięćdziesiątce Wszech Czasów: Michael Jordan, Hakeem Olajuwon, John Stockton oraz Charles Barkley. Ich łączne osiągnięcia to, m.in.: siedem tytułów MVP sezonu zasadniczego, osiem tytułów MVP finałów NBA, 23 wybory do pierwszej piątki NBA i 45 występów w NBA All-Star Game.

## Legenda
Pogrubiona czcionka – wybór do All-NBA Team.
|  | - występ w NBA All-Star Game. |

Gwiazdka (*) – członkowie Basketball Hall of Fame.

## Runda pierwsza
| Nr | Zawodnik               | Narodowość        | Drużyna NBA            | College/Drużyna                        |
| -- | ---------------------- | ----------------- | ---------------------- | -------------------------------------- |
| 1  | Hakeem Olajuwon* (C)   | Nigeria           | Houston Rockets        | University of Houston                  |
| 2  | Sam Bowie (C)          | Stany Zjednoczone | Portland Trail Blazers | University of Kentucky                 |
| 3  | Michael Jordan* (SG)   | Stany Zjednoczone | Chicago Bulls          | University of North Carolina           |
| 4  | Sam Perkins (PF/C)     | Stany Zjednoczone | Dallas Mavericks       | University of North Carolina           |
| 5  | Charles Barkley* (PF)  | Stany Zjednoczone | Philadelphia 76ers     | Auburn University                      |
| 6  | Melvin Turpin (C)      | Stany Zjednoczone | Washington Bullets     | University of Kentucky                 |
| 7  | Alvin Robertson (SG)   | Stany Zjednoczone | San Antonio Spurs      | University of Arkansas                 |
| 8  | Lancaster Gordon (SG)  | Stany Zjednoczone | Los Angeles Clippers   | University of Louisville               |
| 9  | Otis Thorpe (PF)       | Stany Zjednoczone | Sacramento Kings       | Providence College                     |
| 10 | Leon Wood (SG)         | Stany Zjednoczone | Philadelphia 76ers     | California State University, Fullerton |
| 11 | Kevin Willis (PF/C)    | Stany Zjednoczone | Atlanta Hawks          | Michigan State University              |
| 12 | Tim McCormick          | Stany Zjednoczone | Cleveland Cavaliers    | University of Michigan                 |
| 13 | Jay Humphries          | Stany Zjednoczone | Phoenix Suns           | University of Colorado                 |
| 14 | Michael Cage (PF)      | Stany Zjednoczone | Los Angeles Clippers   | San Diego State University             |
| 15 | Terence Stansbury (SG) | Stany Zjednoczone | Dallas Mavericks       | Temple University                      |
| 16 | John Stockton* (PG)    | Stany Zjednoczone | Utah Jazz              | Gonzaga University                     |
| 17 | Jeff Turner (PF)       | Stany Zjednoczone | New Jersey Nets        | Vanderbilt University                  |
| 18 | Vern Fleming (SF/SG)   | Stany Zjednoczone | Indiana Pacers         | University of Georgia                  |
| 19 | Bernard Thompson       | Stany Zjednoczone | Portland Trail Blazers | California State University, Fresno    |
| 20 | Tony Campbell          | Stany Zjednoczone | Detroit Pistons        | Ohio State University                  |
| 21 | Kenny Fields           | Stany Zjednoczone | Milwaukee Bucks        | UCLA                                   |
| 22 | Tom Sewell             | Stany Zjednoczone | Philadelphia 76ers     | Lamar University                       |
| 23 | Earl Jones (C)         | Stany Zjednoczone | Los Angeles Lakers     | University of the District of Columbia |
| 24 | Michael Young (SG)     | Stany Zjednoczone | Boston Celtics         | University of Houston                  |

Graczem spoza pierwszej rundy tego draftu, który wyróżnił się w czasie gry w NBA był Jerome Kersey. Z 70. numerem został wybrany późniejszy znany trener Rick Carlisle. Ze 131. numerem New Jersey Nets wybrało znakomitego koszykarza brazylijskiego Oscara Schmidta, który jednak nigdy nie zdecydował się na występy w NBA. Z 208. numerem przez Chicago Bulls wybrany został wybitny lekkoatleta Carl Lewis. Mimo uczestnictwa w drafcie Lewis nigdy nie zagrał w NBA.